# Surandai
Surandai es una ciudad y nagar Panchayat situada en el distrito de Tenkasi en el estado de Tamil Nadu (India). Su población es de 35272 habitantes (2011). Se encuentra a 9 km de Tenkasi y a 46 km de Tirunelveli.

## Demografía
Según el censo de 2011 la población de Surandai era de 35272 habitantes, de los cuales 17488 eran hombres y 17784 eran mujeres. Surandai tiene una tasa media de alfabetización del 82,04%, superior a la media estatal del 80,09%: la alfabetización masculina es del 89,20%, y la alfabetización femenina del 75%.